# 용산면 (장흥군)
용산면(蓉山面)은 전라남도 장흥군의 면이다. 넓이는 72.34km2이고, 인구는 2011년 3월 31일을 기준으로 2,726세대 4,777명이다.

## 연혁
- 2007년 1월 5일 : 하금리(下金里)를 금곡리로 명칭 변경[1]

## 행정 구역
- 계산리(桂山里)
- 관지리(觀池里)
- 금곡리(金谷里)
- 녹원리(鹿院里)
- 덕암리(德岩里)
- 모산리(茅山里)
- 상금리(上金里)
- 상발리(上鉢里)
- 어산리(語山里)
- 운주리(雲柱里)
- 월송리(月松里)
- 인암리(印岩里)
- 접정리(接亭里)
- 풍길리(豊吉里)